# إرفينغ غيرتز
إرفينغ غيرتز (بالإنجليزية: Irving Gertz)‏ هو ملحن أمريكي، ولد في 19 مايو 1915 في بروفيدنس في الولايات المتحدة، وتوفي في 14 نوفمبر 2008 في لوس أنجلوس في الولايات المتحدة.

## وصلات خارجية
- إرفينغ غيرتز على موقع IMDb (الإنجليزية)
- إرفينغ غيرتز على موقع ميوزك برينز (الإنجليزية)
- إرفينغ غيرتز على موقع ديسكوغز (الإنجليزية)
- إرفينغ غيرتز على موقع قاعدة بيانات الفيلم (الإنجليزية)